# Pedro Deustamben
Pedro Deustamben, conocido también como Pedro de Dios, fue un arquitecto de posible origen leonés, activo y documentado en el siglo XII, por tierras del antiguo reino de León. Según algunas fuentes pudo ser el padre del maestro Mateo autor del pórtico de la Gloria de la catedral de Santiago de Compostela. Ha sido conocido como Pedro Peregrino hasta que Serafín Moralejo identificó a este último con otro personaje mencionado en el Codex Calixtinus, también como posible reparador del Camino de Santiago.

## Biografía
Trabajó en la iglesia de Santa Marta de Tera, pero los datos más claros de su vida y trabajo se encuentran en el epitafio de su sepulcro que se encontraba en la basílica de San Isidoro de León donde participó como maestro de obras. Esta tumba fue destruida durante la invasión napoleónica de 1809 en la que las tropas de Napoleón se albergaron en la iglesia y profanaron todos los sepulcros para convertirlos en abrevaderos de sus caballos.
El epitafio de la tumba de Deustambén dice:

Hi qiescit servus Dei Petrus Deus tam ben qui super edificavit ecclesiam/hanc. Iste fundavit pontem qui dicitur de Deus tambén et quia erat[v]ir mire/ absti[nen]cie et multis[flo]rebat mir[a]cul? Sepultus ets hic ab Imperatore Adefonso et Sancia regina.

Traducido al español dice así:

Aquí yace Pedro Deustambén que terminó esta iglesia. Es también el que construyó el puente de Deustambén. Este fue un hombre de gran penitencia que brilló por numerosos milagros. Fue enterrado en este lugar por orden del emperador Alfonso y la reina Sancha

En la losa no se encuentra ninguna fecha, pero se afirma que fue enterrado por orden del emperador Alfonso VII de León (reinó de 1126 a 1157) y la reina Sancha, que murió en 1126.
También en el epitafio consta que Deustambén fundavit pontem qui dicitur de Deustambén, que parece llevar al Puente de Deustambén entre Arcos de la Polvorosa y Villaveza del Agua, puente que fue reconstruido sobre el río Esla, probablemente sobre uno ya existente de época romana y del que todavía queda algún vestigio.
Las obras de reforma y ampliación que hizo este arquitecto en la Colegiata de San Isidoro fueron llevadas a cabo a finales del siglo XI, todavía en tiempos de Urraca (hija de Fernando I y Sancha). Consistieron en la reconstrucción de la parte superior de la iglesia, abriendo grandes ventanales y una nueva bóveda de medio cañón, así como el añadido del brazo del crucero. Después se volvió a consagrar el templo en el año 1149.